# 1898-as olasz labdarúgó-bajnokság (első osztály)
Az 1898-as olasz labdarúgó-bajnokság volt az első rangos labdarúgótorna az olasz labdarúgás történelmében, és egyben hivatalos előfutára a Serie A-nak. A bajnokság mindhárom mérkőzését a torinói Velodromo Umbertóban tartották 1898. május 8-án. Az első kiírás győztese a Genoa lett.

## Csapatok

### Az induló csapatok
| Klub                  | Város  | Stadion                 |
| --------------------- | ------ | ----------------------- |
| Torinese              | Torino | Motovelodromo Umberto I |
| Genoa                 | Genova | -                       |
| Ginnastica Torino     | Torino | Piazza d’Armi           |
| Internazionale Torino | Torino | Piazza d’Armi           |

## Eredmények

### Elődöntő
| 1898. május 8. 9:00 |

| Internazionale Torino | 2–1 | Torinese |
| --------------------- | --- | -------- |
|                       |     |          |

| Motovelodromo Umberto I, Torino Nézőszám: 50 Játékvezető: Adolf Jourdan |

| 1898. május 8. 11:00 |

| Ginnastica Torino | 0–2 | Genoa |
| ----------------- | --- | ----- |
|                   |     |       |

| Motovelodromo Umberto I, Torino Nézőszám: 50 Játékvezető: Adolf Jourdan |

### Döntő
| 1898. május 8. 15:00 |

| Internazionale Torino | 1–2 (h. u.) | Genoa |
| --------------------- | ----------- | ----- |
|                       |             |       |

| Motovelodromo Umberto I, Torino Nézőszám: 100 Játékvezető: Adolf Jourdan |